# Algemeiner Journal
Algemeiner Journal (неформальное название — The Algemeiner, идиш דער אלגעמיינער‎) — еженедельная газета, выходящая в США на английском (ранее — на идише), освещающая события, связанные с еврейской общиной и Израилем. Основана в 1972 году раввином Гершем Цукерманом.

## История
Гершон Якобсон, бывший репортёр газеты New York Herald Tribune, в 1972 году основал Der Algemeiner Journal после консультации с Любавичским Ребе Менахемом-Мендлом Шнеерсоном. Название издания, по свидетельству вдовы основателя, предложил Ребе.
Газета имела своей изначальной целью предоставление новостей и комментариев для еврейской общины на идише. Позже она начала публиковаться также на английском языке, что расширило её аудиторию.
С 2005 года издание возглавляет главный редактор Дови Халкин, а издателем является Симха Эйтингер.

## Контент
Algemeiner Journal публикует новости, аналитические материалы, мнения и комментарии, связанные с еврейской общиной, Израилем и Ближним Востоком. Газета также освещает культурные события и вопросы, связанные с еврейской идентичностью.

## Признание
Algemeiner Journal получила признание за своё освещение вопросов, связанных с антисемитизмом и еврейской жизнью. Издание также известно своей ежегодной публикацией списка «J100», в который включаются сто наиболее влиятельных людей в еврейском мире.

## Интересные факты
Когда британский таблоид The Daily Mail назвал лулав (нераскрывшийся пальмовый побег, непременный атрибут еврейского праздника Суккот), который держал в руке Джаред Кушнер на свадьбе с Иванкой Трамп, «какими-то цветами — вероятно, подарком жене», а восьмисвечник, который Роман Абрамович зажег в честь Хануки, «какими-то большими свечами», не упомянув о Хануке, Algemeiner Journal обвинил издание в незнании еврейских традиций.